# Theuma cedri
Theuma cedri is een spinnensoort in de taxonomische indeling van de Prodidomidae.
Het dier behoort tot het geslacht Theuma. De wetenschappelijke naam van de soort werd voor het eerst geldig gepubliceerd in 1907 door William Frederick Purcell.